# Liu Wencai

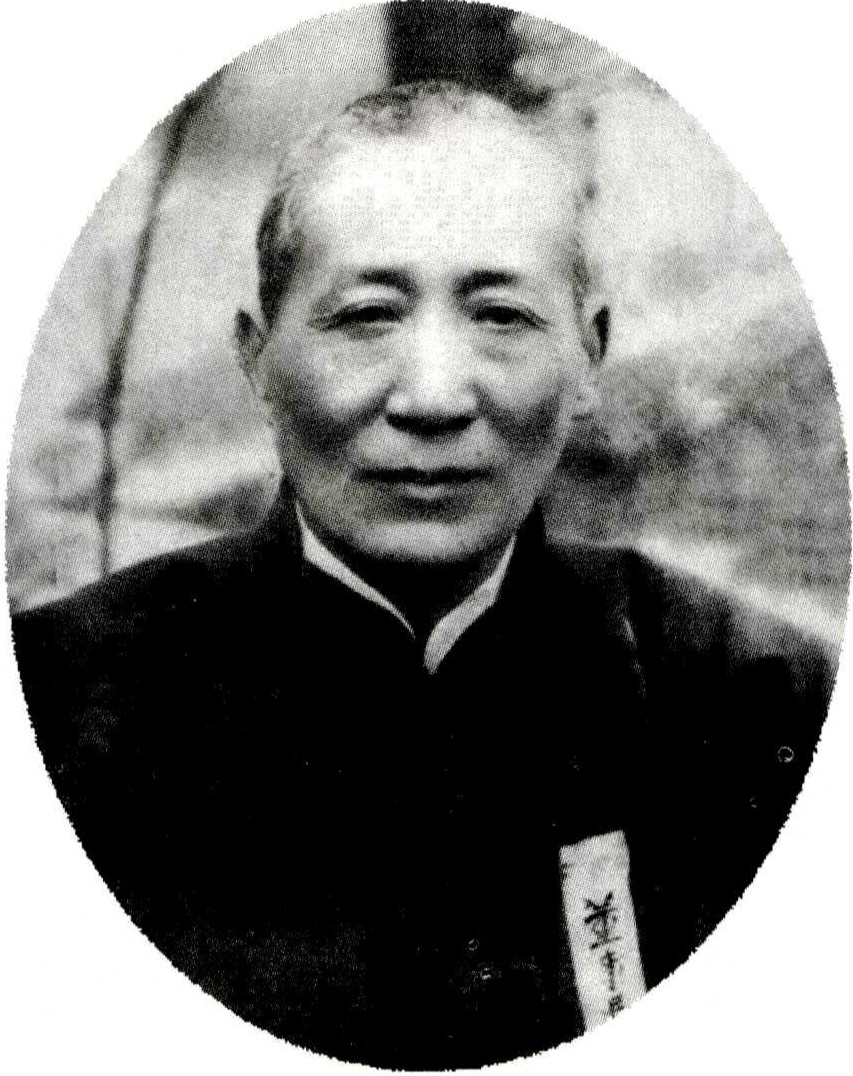
Liu Wencai

Liu Wencai (chinesisch 刘文彩; * 1887; † 17. Oktober 1949) war ein Großgrundbesitzer aus der chinesischen Provinz Sichuan und Bruder des Kriegsherrn Liu Wenhui. In der kommunistischen Propaganda der Mao-Zeit galt er als Archetypus des grausamen Ausbeuters armer Pachtbauern.

## Leben
Liu Wencai gilt als eine der schillerndsten Figuren der Provinz Sichuan in der Zeit der chinesischen Republik (1911–1949). Sein Vater war ein kleiner Landbesitzer und Schnapshändler gewesen. Er selbst gelangte durch Protektion einflussreicher Familienmitglieder auf gehobene Verwaltungsposten und verfügte über gute Beziehungen zu Politik, Verwaltung und Militär. Seine Bauern soll Liu Wencai bei der Abgabe der Pacht so betrogen haben, dass sie in permanenter Pachtschuld lebten. Um diese zu tilgen, sollen sie zum Verkauf der eigenen Kinder gezwungen, zum Militärdienst zwangsrekrutiert oder von Haus und Hof vertrieben worden sein. Außerdem soll er Kontakte zur Unterwelt und zu religiös geprägten Geheimgesellschaften gehabt haben. Er starb 1949, kurz bevor die Volksbefreiungsarmee der Kommunistischen Partei Sichuan besetzte. Im Gegensatz zur häufig neu angepassten und im Rahmen der Kulturrevolution in den 1960er Jahren mehrfach „überarbeiteten“ Version der Erzählung starb er 1949 eines natürlichen Todes.

## Nachleben
Seit den 1950er-Jahren konstruierte die Propaganda der Kommunistischen Partei Liu Wencai zum archetypischen Erzbösewicht der überwundenen Feudalgesellschaft. Publikationen mit kanonisierten Geschichten seiner üblen Taten wurden im ganzen Land verbreitet. Heute ist der Wahrheitsgehalt der überlieferten Geschichten schwer einzuschätzen und es bleibt unklar, welche Fakten mit propagandistischen Ausschmückungen versehen wurden.
Noch lange nach der Kulturrevolution galt Liu Wencai in China als Erzschurke, an dessen Bild nicht gerüttelt werden durfte. Als der Sichuaner Schriftsteller Xiao Shu 1999 sein Buch „Die wahre Geschichte“ von Liu Wencai (Liu Wencai zhenxiang) veröffentlichte, das ein von der offiziellen Version deutlich abweichendes, positives Bild Lius zeichnet, wurde es auf höchste Intervention hin sofort vom Markt genommen. Und als 2003 der Hongkonger Fernsehsender Phoenix TV ein positives Fernsehporträt von Liu ausstrahlte, konnte die Sendung nicht mehr wiederholt werden. Heute findet in chinesischen Internetforen eine ausgedehnte Diskussion darüber statt, wer Liu Wencai wirklich war. Der noch vor vier Jahren verbotene Fernsehfilm ist auf dem Videoportal des größten chinesischen Internetproviders Sina.com online zu sehen und Xiao Shu veröffentlichte ein neues, frei erhältliches Buch über Liu Wencai.
Da Liu Wencai noch immer eine kontrovers diskutierte historische Figur in China ist, scheint bis heute keine unabhängige Forschung zu seiner Biographie möglich.

## Museum Anren

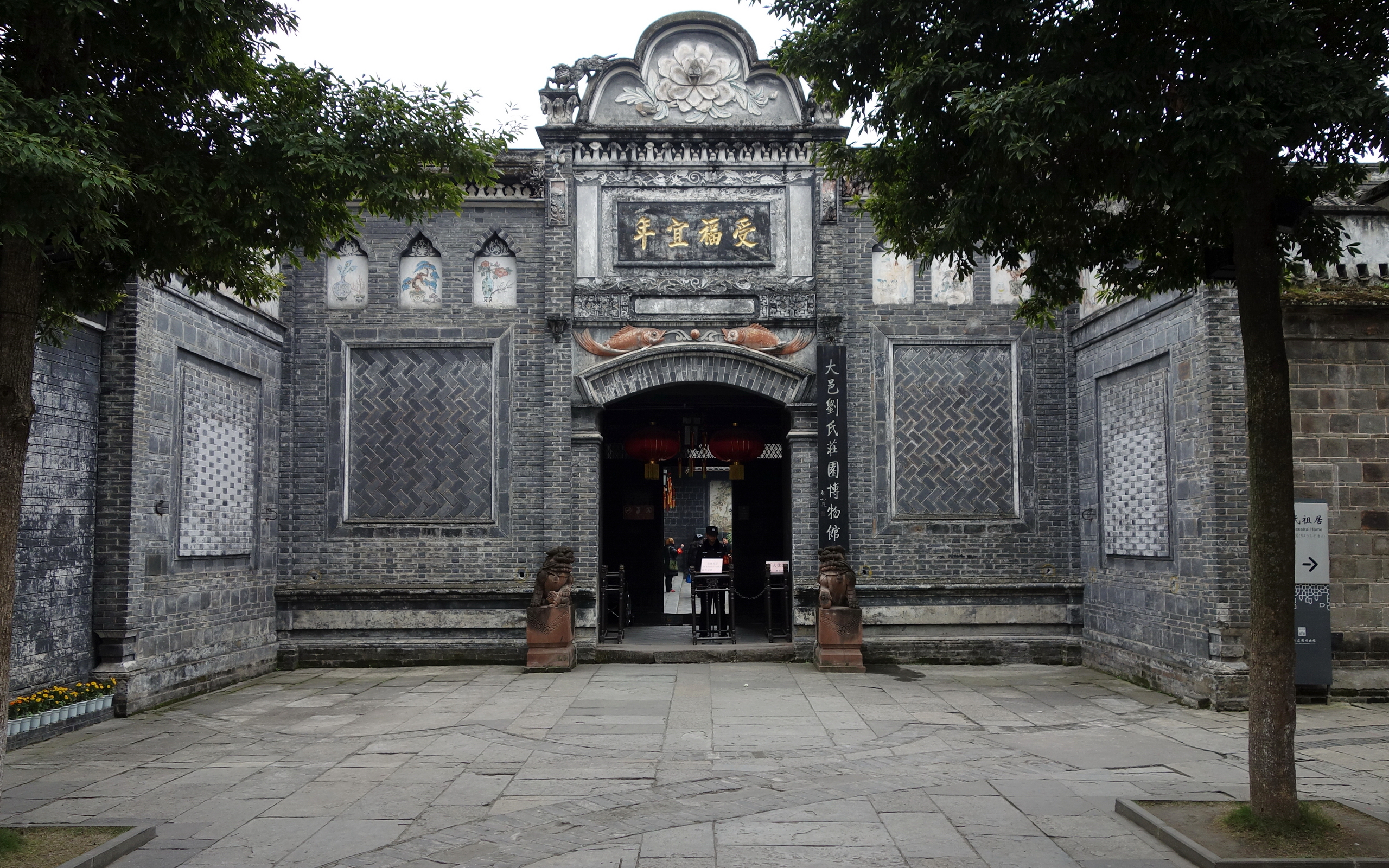
Liu’s manor Museum

Die prachtvoll ausgebaute Residenz seiner Familie in Anren im Kreis Dayi ist heute ein Museum mit umfangreicher Sammlung und eines der wichtigsten Kulturdenkmäler des Landes, sie beherbergt u. a. die berühmte monumentale Statuengruppe Der Hof für die Pachteinnahme, die Liu Wencais vermeintliche Bosheit in grellen Farben zeigt.